# Franco Medina
Francisco de Paula Medina Jiménez (* 30. März 1874 in Barquisimeto; † November 1960 in Mailand, Italien), bekannt als Franco Medina, war ein venezolanischer Geiger, Komponist und Musikpädagoge.

## Leben
Medina hatte seit seiner frühen Kindheit Violinunterricht und trat als musikalischer Wunderkind auf. Nach dem Besuch des Gymnasiums begann er ein Medizinstudium. 1896 trat er bei einem Konzert am Colegio Federal auf, an dem auch die Pianistinnen Berenice Álamo, Trina Fréytez und Romelia Lépez, der Flötist Otilio Ramos, der Cellist Virgilio Soteldo und die Sängerin Adriana Álamo teilnahmen.
Als Stipendiat reiste er 1900 nach Italien, wo er seine Ausbildung am Conservatorio Giuseppe Verdi in Mailand vervollkommnete und eine eigene Musikschule gründete, die er fünfundzwanzig Jahre lang leitete. 1908 veröffentlichte er das Lehrbuch Metodo practico per lo estudio del violino. 1926 kehrte er erstmals nach Venezuela zurück. 1930 wurde er Direktor der Escuela de Música y Declamación in Caracas. 1933 gründete er in seiner Geburtsstadt Barquisimeto die Escuela “Nicolo Paganini”. 
Das kompositorische Werk Medinas umfasst Opern, Kammer- und Orchestermusik, darunter ein Poema Sinfónico-Coral. Außerdem verfasste er Transkriptionen von folkloristischen und indigenen Weisen für Violine und Klavier wie Dámele Betún, La Perica und Danza del Caroní.